# Dieu et nous seuls pouvons
Dieu et nous seuls pouvons est le premier roman de Michel Folco, paru en 1991. Il raconte en deux sous-parties et avec humour l'histoire peu commune des Pibrac, une famille fictive de bourreaux dans le Rouergue entre la fin du XVIIe siècle et le début du XXe siècle.

## Synopsis
En 1663, un nourrisson au nez arraché est découvert à l'entrée d'une abbaye du Rouergue. En attendant son adolescence (l'âge où il pourra devenir à son tour moine novice), l'abbé confie l'enfant au couple Coutouly. Ceux-ci élèvent le petit Justinien Trouvé (Justinien en l'honneur de l'empereur byzantin Justinien II Rhinotmète, qui avait lui aussi le nez coupé, et Trouvé parce que c'est un enfant trouvé) comme leur propre enfant. Justinien devient un gamin intelligent, vif et fort instruit. Toutefois, à la puberté, il n'envisage pas avec plaisir de devenir moine. De là, sa vie entière prend un tournant inattendu. D'aventures en aventures, il se retrouve injustement accusé d'être un bricon rôdant dans le village de Bellerocaille-en-Rouergue et condamné à 20 ans de galères. Mais alors qu'il attend avec angoisse son futur départ pour les galères, son geôlier lui propose un moyen d'obtenir sa grâce... Bellerocaille n'a alors pas de bourreau et un homme vient d'être condamné à mort pour un crime horrible. Or, malgré une offre généreuse de rémunération, personne dans le village n'a manifesté l'envie d'exécuter l'assassin. Justinien, un peu rétif au départ, finira par se résoudre à cette solution... Et c'est sous le nom de Justinien Pibrac qu'il deviendra l'ancêtre fondateur d'une des plus importantes lignées de bourreaux en France.

## Anecdotes
- L'auteur s'est largement inspiré du livre de Jacques Delarue, Le métier de bourreau, pour rédiger son œuvre (ou du moins, les parties consacrées à la profession des Pibrac).
- Les personnages des Pibrac sont également présents dans les quatre autres romans de Michel Folco : Un loup est un loup et En avant comme avant!, qui se passent à la fin du XVIIIe siècle dans un village voisin de Bellerocaille, Racleterre, ainsi que Même le mal se fait bien où, dans un flashback, le protagoniste revit la rencontre de son père à Paris avec deux exécuteurs : Jean-François Heidenreich et Justinien Pibrac, cinquième du nom. Le dernier livre paru par Michel Folco, La Jeunesse mélancolique et très désabusée d'Adolf Hitler renvoie également à l'histoire des Pibrac et des quintuplets.
- Bellerocaille est un village fictif. Néanmoins, la rivière qui le baigne, le Dourdou, est un véritable cours d'eau aveyronnais.
- Dans la seconde partie du livre, l'affaire des «Chauffeurs de l'Aveyron» est inspirée par des faits authentiques : au début du XXe siècle, dans la Drôme et dans le Pas-de-Calais, de tels bandits existèrent. De fait, leur capture se solda par leur condamnation à mort et par leur exécution publique. C'est le bourreau Anatole Deibler qui se chargea de les guillotiner et, de fait, M.Deibler a un rôle important dans Dieu et nous seuls pouvons.
- La collection d'instruments de torture réunie par le dernier Pibrac a existé dans la réalité. C'est celle que la famille de Fernand Meyssonnier, dernier bourreau d'Alger, a mise en vente aux enchères en 2012. La vente, annoncée pour le 3 avril[3],[4], a été suspendue à la demande du ministère de la Culture[5],[6]. Cette collection avait été exposée de 1992 à 1998 dans un « musée de la justice et des châtiments » à Fontaine-de-Vaucluse[7],[8]; dans le roman, c'est le dernier Pibrac qui crée ce musée.

Le roman est solidement documenté et utilise des termes très précis, aussi bien en ce qui concerne les exécutions que tout ce qui entoure la vie de bourreaux et de leurs contemporains.

## Adaptation
La première partie du roman a été adaptée au cinéma sous le titre Justinien Trouvé ou le Bâtard de Dieu en 1993. Le film, dont la fin diffère de celle du livre, n'a connu qu'un succès mitigé.